# Plutos besvär med storken
Plutos besvär med storken (engelska: Cold Storage) är en amerikansk animerad kortfilm med Pluto från 1951.

## Handling
Det är vinter och en stork vill ta skydd från kylan, upptäcker Plutos hundkoja och går in i hundkojan. Problemet är dock att Pluto inte är sugen på att ta emot några gäster.

## Om filmen
Filmen hade svensk premiär den 5 december 1953 på biografen Röda Kvarn i Stockholm och ingick i kortfilmsprogrammet Kalle Ankas muntra gäng där även Jätten Kalle Anka, Jan Långben som Åke Mjuk, Pluto på fisketur, Livat på havet (ej Disney), Långben som tjurfäktare och Kalle Ankas ettermyror ingick.
Filmen har funnits utgiven på svenskspråkig VHS.

## Rollista
- Pinto Colvig – Pluto[7]